# The Times They Are a-Changin’ (песня)
«The Times They Are a-Changin’» (с англ. — «Времена, они меняются» или Времена-то меняются) — песня Боба Дилана, записанная им в 1964 году для его альбома The Times They Are a-Changin'. Песня была помещена на 59-ю позицию в списке «500 величайших песен всех времён» по версии журнала Rolling Stone. Песня исполнялась многими исполнителями, в том числе Blackmore's Night (первый сингл проекта), вошедший на третий студийный альбом группы Fires at Midnight.

## Создание и запись
Дилан, по-видимому, написал песню в сентябре-октябре 1963 года. Он записал её в качестве демоверсии Witmark в том же месяце. Этот вариант, который был выпущен на сборнике The Bootleg Series Volumes 1–3 (Rare & Unreleased) 1961–1991. Песня была затем записана на студии Columbia в Нью-Йорке 23 и 24 октября и стала заглавной песней третьего альбома Дилана.
Как вспоминал Дилан, написание песни было целенаправленной попыткой создать гимн переменам, происходящим в данный момент. В 1985 году он сказал Кэмерону Кроу: «Это была, безусловно, песня с определённой целью. В ней, конечно, было влияние ирландских и шотландских баллад… 'Come All Ye Bold Highway Men', 'Come All Ye Tender Hearted Maidens'. Я хотел написать большую песню с короткими и лаконичными стихами, которые взаимодействуют друг с другом гипнотическим образом. Движения за гражданские права и движение народной музыки были мне очень близки какое-то время».
Биограф Дилана Клинтон Хейлин вспоминает, как Тони Гловер, гостивший в квартире Дилана в сентябре 1963 года, взял страницу с текстом песни, над которой работал Дилан, и прочёл строку из него: «Come senators, congressmen, please heed the call…» («Придите сенаторы, конгрессмены, пожалуйста, прислушайтесь к призыву»), то обращаясь к Дилану, Гловер сказал: «Что это за дерьмо?». Дилан пожал плечами и ответил: «Ну, вы знаете, это, кажется, то, что люди хотят услышать».
22 ноября 1963 года, менее чем через месяц после записи Диланом песни, президент США Джон Кеннеди был убит в Далласе. Следующим вечером Дилан открыл концерт песней «The Times They Are a-Changin'».

## Кавер-версии
| Исполнитель                   | Альбом                                         | Год  |
| ----------------------------- | ---------------------------------------------- | ---- |
| Peter, Paul and Mary          | In Concert                                     | 1964 |
| Simon and Garfunkel           | Wednesday Morning, 3 AM                        | 1964 |
| The Beach Boys                | Beach Boys' Party!                             | 1965 |
| The Byrds                     | Turn! Turn! Turn!                              | 1965 |
| Одетта                        | Odetta Sings Dylan                             | 1965 |
| Флэтт & Скраггс               | Nashville Airplane                             | 1968 |
| Шер                           | With love, Cher                                | 1968 |
| Бёрл Айвз                     | The Times They Are A-Changin'                  | 1968 |
| The Hollies                   | Hollies Sing Dylan                             | 1969 |
| Нина Симон                    | To Love Somebody                               | 1969 |
| Жозефина Бейкер               | Joséphine Baker recorded live at Carnegie Hall | 1973 |
| Джеймс Тэйлор и Карли Саймон  | No Nukes benefit concert                       | 1978 |
| Билли Джоэл                   | KOHЦEPT                                        | 1987 |
| Трэйси Чэпмен                 | The 30th Anniversary Concert Celebration       | 1992 |
| Ричи Хейвенс                  | Cuts to the Chase                              | 1994 |
| Фил Коллинз                   | Dance Into the Light                           | 1996 |
| Джуди Коллинз                 | Both Sides Now                                 | 1998 |
| Manfred Mann's Earth Band     | Best of Manfred Mann’s Earth Band 2 1972—2000  | 2000 |
| Blackmore's Night             | Fires At Midnight                              | 2001 |
| Me First and the Gimme Gimmes | Turn Japanese                                  | 2001 |
| Джоан Баэз                    | This Land Is Your Land: Songs of Freedom       | 2002 |
| Keb’ Mo’                      | Peace… Back by Popular Demand                  | 2004 |
| Билли Джоэл                   | My Lives                                       | 2005 |
| Лес Фрадкин                   | If Memory Serves You Well                      | 2006 |
| A Whisper in the Noise        | Lady In The Water                              | 2006 |
| Брайан Ферри                  | Dylanesque                                     | 2007 |
| Damien Leith                  | Catch the Wind: Songs of a Generation          | 2008 |
| Брюс Спрингстин               | The Kennedy Center                             | 2008 |
| Carl Verheyen                 | The Grand Design                               | 2016 |

## Сингл«Blackmore’s Night»
Известность получила версия песни, записанная группой Blackmore’s Night для альбома Fires at Midnight, однако в данной версии было исключено два куплета. Аранжировка была сделана в стиле «I Got You Babe» Sonny and Cher.
1. «The Times They Are A Changin'» — 3:31
2. «Sake Of Song» — 5:06
3. «The Times They Are A Changin (Video Clip)» — 3:12

## Саундтрек
Песня была использована в качестве саундтрека к фильму «Хранители».